# Scott N. Bradley
Scott N. Bradley (* 13. September 1951) ist ein US-amerikanischer Politiker der paläokonservativen Constitution Party aus Utah.
Bradley kandidierte in den Jahren 2006 und 2010 für einen der beiden Senatssitze Utahs und konnte mit 5,67 % im Jahr 2010 ein für seine Partei sehr gutes Ergebnis erzielen. Für die Präsidentschaftswahl 2016 nominierte seine Partei ihn als Running Mate Darrell Castles für das Amt des Vizepräsidenten. Das Ticket Castle/Bradley konnte 203,010 Stimmen oder 0,15 % aller abgegebenen Stimmen auf sich vereinen und somit die 6. Meisten aller Kandidierenden. Stimmen für das Electoral College konnten nicht gewonnen werden. Neben seinen Kandidaturen für verschiedene Ämter ist Bradley in der Constitution Party in verschiedenen Funktionen aktiv und tritt als Autor und politischer Aktivist in Erscheinung.
Beruflich ist Bradley als Direktor und Leiter der Verwaltung der University of Utah oder als unabhängiger Geschäftsmann tätig.

## Veröffentlichungen
- Preserve the Nation, Philadelphia : Xlibris, c2009. ISBN 9781436345484.